# Racomitrium verrucosum
Racomitrium verrucosum är en bladmossart som beskrevs av Arne Arnfinn Frisvoll 1988. Racomitrium verrucosum ingår i släktet raggmossor, och familjen Grimmiaceae. Inga underarter finns listade i Catalogue of Life.